# Алморавиди
Алморавиди или Мурабити (на арапском: المرابطون — al-Murabitun, једнина: مرابط — Murabit) су берберска и маварско-шпанска династија пореклом из Сахаре. У 11. веку су владали ширим подручјем северозападне Африке и Пиринејским полуострвом. Под том династијом царство Мавара је заузимало данашњи Мароко, Западну Сахару, Мауританију, Гибралтар, Тлемсен у Алжиру, велики део Сенегала, Малија, Шпаније и Португалије. Њихово царство се распало под инвазијом Алмохада.
Алморавиди су били пресудни у спречавању пада Ал-Андалуса (муслиманска власт у Иберији) под иберијска хришћанска краљевства, када су одлучно поразили коалицију кастиљанске и арагонске војске у бици код Саграјаса 1086. То им је омогућило да контролишу царство које се протезало  3.000 km (1.900 mi) од севера ка југу. Њихови владари никада нису полагали право на титулу калифа и уместо тога су преузели титулу Амир ел-Муслимин („Принц муслимана“) док су формално признали превласт абасидских калифа у Багдаду. Међутим, владавина династије била је релативно кратког века. Алморавиди су пали — на врхунцу своје моћи — када нису успели да зауставе побуну предвођену Масмудама коју је покренуо Ибн Тумарт. Као резултат тога, њихов последњи краљ Исхак ибн Али је убијен у Маракешу у априлу 1147. од стране Алмохадског калифата, који их је заменио као владајућу династију у Магребу и Ал-Андалусу.

## Почеци
Ламтуна је било једно од најмоћнијих племена Сахаре између реке Дра и реке Сенегал. Потичу из јужног Марока. Касније су се проширили до реке Нигер, где су основали град Аудагост. Исламизирани су у 7. веку, али нису били јако привржени исламу, па већина није следила традиције шеријата.

## Утицај ортодоксног ислама и почетак милитаризације
Око 1040. један од поглавица племена Јахја ибн Ибрахим ишао је на ходочашће у Меку. На путу кући зауставио се у Тунису у једној џамији. Верски учитељи у тој џамији су га убедили да је његово племе јако слабо у вери, да слабо позна веру. Теолози из Туниса су га саветовали да нешто учини. Дали су му као испомоћ једнога мисионара Абдулаха ибн Јасина, заступника једне од сунитских школа ислама. Мисионар је раније већ покушавао да племе Ламтуна верски поучи, али није имао успеха.
Овај пут уз помоћ једнога од вођа племена Јахја ибн Ибрахима имао је подршку, која му је раније недостајала. Из Сахаре је почео ширити своје учење и утицај на цело племе, које је дотад било слабо привржено исламу. Ибн Јасин је увео покајничко бичевање као процес очишћења. Успоставио је дисциплину и казне за сваки прекршај закона. И вође би биле кажњаване. Под таквим вођством Алморавиди су доведени у ред. Први војни вођа Јахја ибн Ибрахим је успоставио добру војну организацију. Главна сила је била пешадија наоружана са дугим копљима у првим редовима и са краћима у стражњим редовима. Пешадија се кретала у бојном поретку фаланге, а подржавали су их на крилима коњаници или јахачи камила.

## Војни успеси
Од 1053. Алморавиди су почели да се шире свој религиозни пут на берберска подручја и на пустињу и на Африканце у подручјима јужно од Сахаре. Превели су на ислам државу Такрур (налази се у данашњем Сенегалу). Након победе над берберским племеном Санхаџа врло брзо су преузели контролу над свим трговачким путевима у пустињи. Сиџилмасу на северу су заузели 1054, а Аудагост на југу 1055. Јахја ибн Ибрахим је убијен у борби 1056.
Абдулах ибн Јасин је имао огромну моћ и утицај као врховни верски учитељ. Именовао је Абу Бакра ибн Омара брата убијеног вође за новога вођу. Под његовим вођством Алморавиди су ширили своју територију и ван пустиње. Покорили су племена планина Атлас. У средишњем Мароку су се сукобили са једним племеном Баргута, које је следило јеретичка учења. Баргуте су пружиле жесток отор. Ибн Јасин је погинуо у борбама против њих. Абу Бакр ибн Омар је успео да на крају покори јеретичко племе, а удовицу убијеног вође покореног племена је узео себи за жену.
Абу Бакр ибн Омар је 1061. поделио власт са својим рођаком Јусуф ибн Ташфином, кога је именовао замеником. За себе је оставио задатак да надгледа и крши побуне против Алморавида у пустињи. Када је извршио задатак у пустињи и вратио се да потпуно преузме власт нашао се у ситуацији да је његов рођак постао превише моћан и да не може да потпуно врати власт у своје руке. Вратио се у Сахару, где је 1087. убијен отровном стрелом.
Јусуф ибн Ташфин је покорио Мароко, Западну Сахару и Мауританију. Основао је 1062. град Маракеш. Краљевину Тлемсен у Алжиру освојио је 1080. и основао је град истога имена. Источно је проширио власт до Орана.

## Гана
Алморавиди су 1075. објавили рат царству Гани. Према арапским предањима у томе рату Гана је финансијски страдала, да је престала бити комерцијална и војна сила до 1100. Распала се у низ племенских група. Неке групе су асимиловали Алморавиди, а друге групе су основале царство Мали. По другим интерпретацијама утицај Алморавида је постепено растао, али није било војног преузимања. Алморавиди су ојачали утицај женидбама са племством у Гани.

## Иберијско полуострво
Муслиманске вође Ал-Андалуза позвали су 1086. Алморавиде да их одбране од Алфонса VI од Кастиље и Леона. Алморавиди су хришћанској војсци нанели тежак пораз. После тога услед проблема У Африци Алморавиди су једно време били пасивни на Иберијском полуострву.
Вратили су се 1090. са циљем да оно овладају Ал-Андалузом уместо муслиманских вођа. Становништво Ал-Андалуза је већином било против дотадашњих растрошних владара због превеликих пореза. С друге стране и муслиманске верске вође, а и други највећи муслимански ауторитети у Персији и Египту су били против вођа Ал-Андалуза. Сматрали су да их није брига за веру па су издали фатву (верску одлуку) да вођа Алморавида Јусуф ибн Ташфин има морално и верско право да свргне владаре Ал-Андалуза, који су често тражили помоћ од хришћана и који су усвојили хришћанске обичаје.
До 1094. Алморавиди су завладали Ал-Андалузом. Алморавиди од хришћана нису освојили много територије, сем Валенсије. Међутим ујединили су муслимане на Иберијском полуострву и зауставили хришћанску реконкисту.

## Заповедник муслимана
Након пријатељског дописивања са калифом у Багдаду, кога је признао као Заповедника правоверних, Јусуф ибн Ташфин је 1097. имао титулу Заповедник муслимана. Умро је 1106, наводно у стотој години. Алморавиди су тада били на врхунцу моћи. Маварско царство је тада укључивало и Балеаре.

## Назадовање
Јусуфов син Али ибн Јусуф је 1109. освојио Синтру и Сантарем. Поново је извршио инвазију 1119. и 1121.
Међутим однос снага се преокренуо. Уз помоћ Француза Арагон је успео да поврати Сарагосу. Алфонсо VII од Кастиље и Леона је 1138. победио Али ибн Јусуфа. Алфонсо I од Португалије га је победио 1139, а Португалци су 1147. заузели и Лисабон.
Алморавиди су имали непријатеље у Алмохадима. Али ибн Јусуф се само молио и клањао док му се царство распадало од напада хришћана и Алмохада. Када је Али ибн Јусуф умро 1142. његов син је губио територије пред нападима Алмохада. Син је погинуо 1146. након пораза код Орана.
Два следећа наследника су били заповедници само по имену. Алмохади су заузели Маракеш 1147. и то је означило пад династије. Алморавиди су још владали на деловима територија, као на Балеарима или Тунису.